# نهر أناكوستيا
نهر أناكوستيا (بالإنجليزية: Anacostia River) هو نهر في الولايات المتحدة

## جغرافيا
نهر أناكوستيا يمر في المنطقة الادارية لواشنطن ومقاطعة برينس جورج ويصب في نهر بوتوماك
نهر أناكوستيا / (ænəˈkɒstiə) / هو نهر يقع في منطقة وسط المحيط الأطلسي بالولايات المتحدة. يتدفق من مقاطعة برينس جورج في ولاية ماريلاند إلى واشنطن العاصمة، حيث ينضم إلى قناة واشنطن ليصب في نهر بوتوماك في بازارد بوينت. يبلغ طوله 14.0 كم تقريبًا. اشتق اسم «أناكوستيا» من التاريخ المبكر للمنطقة باسم نوكوتشتانك، وهي مستوطنة ناكوستيان أو الأمريكيون الأصليون الأناكوستيون على ضفاف نهر أناكوستيا.
أدى التلوث الشديد في أناكوستيا وضعف الاستثمار والتنمية على طول ضفافها إلى أن تصبح ما أطلق عليه الكثيرون «نهر العاصمة المنسي». ومع ذلك، في السنوات الأخيرة، بذلت المنظمات الخاصة والشركات المحلية والعاصمة وماريلاند والحكومات الفيدرالية جهودًا مشتركة لتقليل مستويات التلوث من أجل حماية مستجمعات المياه لأناكوستيا ذات القيمة البيئية.

### روافد النهر
- نهر واشينجتون تشانيل
- نهر هيكى رون
- نهر نورثياست برانتش اناكوستيا
- نهر نورثويست برانتش اناكوستيا
- نهر بوب برانتش
- نهر واتس برانتش

## وصلات
- قالب:روابط تجمعات سكنيه